# Прапори союзних республік СРСР

Прапор СРСР

До кінця 1940-х прапори союзних республік СРСР мали вигляд червоних полотнищ, єдиним розпізнавальним знаком на яких була скорочена назва республіки, виконана золотою фарбою в лівому верхньому кутку. З середини 1930-х поряд з нею фігурували серп і молот і червона зірка.
В кінці 1940-х — початку 1950-х проведена реформа прапорів союзних республік. Постанова Президії Верховної Ради СРСР «Про державні прапори союзних республік» від 20 січня 1947, стверджуючи панівний червоний фон, серп і молот і червону п'ятипроменеву зірку як обов'язкові атрибути прапорів, допускала використання інших кольорів і додаткової символіки. Однак в цілому всі прапори були виконані по одному канону. Практично ні на одному прапорі не було ніяких додаткових зображень, крім смуг і простих орнаментів. Найбільш відступав від канону прапор Грузинської РСР, де серп, молот і зірка були обрамлені блакитними променями сонця, в результаті чого довелося пожертвувати золотою облямівкою червоної зірки, яка присутня на всіх інших прапорах.
Остаточні версії прапорів (до параду суверенітетів, або, як у випадку з Карело-Фінською РСР, приєднання до інших союзних республіках) виглядали наступним чином:
| Прапор РРФСР (1954—1991)           | Прапор Української РСР (1949—1991)  | Прапор Білоруської РСР (1951—1991)      | Прапор Узбецької РСР (1952—1991)       |
| Прапор Казахської РСР (1953—1992)  | Прапор Грузинської РСР (1951—1990)  | Прапор Азербайджанської РСР (1952—1991) | Прапор Литовської РСР (1953—1988)      |
| Прапор Молдавської РСР (1952—1990) | Прапор Латвійської РСР (1953—1990)  | Прапор Киргизької РСР (1952—1992)       | Прапор Таджицької РСР (1953—1992)      |
| Прапор Вірменської РСР (1952—1991) | Прапор Туркменської РСР (1953—1992) | Прапор Естонської РСР (1953—1990)       | Прапор Карело-Фінської РСР (1953—1956) |

Офіційні прапори Автономних Радянських Соціалістичних Республік (АРСР) часто були прапором республіки, в яку входила АРСР, і її назва офіційною мовою РСР.
Краї, області, а також дрібніші адміністративно-територіальні одиниці (автономні округи та області, райони, сільські ради, міста) власних прапорів не мали.

## Сучасність
З 1995 року видозмінену версію свого радянського прапора як державного використовує Білорусь. Невизнана держава Придністровська Молдавська Республіка користується як прапором точною копією прапора Молдавської РСР. Прапори Республіки Карелія і Республіки Таджикистан мають загальні кольори з прапорами Карело-Фінської РСР і Таджицької РСР відповідно.

Азербайджан
Вірменія
Білорусь
Грузія
Казахстан
Киргизстан
Латвія
Литва
Молдова
Росія
Таджикистан
Туркменистан
Узбекистан
Україна
Естонія
Республіка Карелія